# Ziemik przytuliowy
Ziemik przytuliowy (Legnotus limbosus) – gatunek pluskwiaka z podrzędu różnoskrzydłych i rodziny ziemikowatych. Zamieszkuje Europę, Afrykę Północną oraz Azję Zachodnią i Środkową. Żeruje na roślinach zielnych, głównie na przytuliach.

## Taksonomia
Gatunek ten po raz pierwszy wzmiankował w literaturze Étienne Louis Geoffroy w 1762 roku jako Cimex no. 72. W 1778 roku Johann August Ephraim Goeze jako pierwszy nadał mu nazwę binominalną – Cimex albomarginatus. Nazwa ta jednak okazała się być młodszym homonimem nazwy nadanej w 1776 roku przez Franza de Paulę von Schranka. W związku z tym za ważny uznaje się nadany w 1785 roku przez Geoffroy’a w publikacji autorstwa Antoine’a-François de Fourcroy’a epitet w kombinacji Cimex limbosus.
W rodzaju Legnotus umieszczony został w 1848 roku przez Jørgena M.C. Schiødte, a wyznaczony gatunkiem typowym tego rodzaju został w 1935 roku przez Wolfganga Stichela.

## Morfologia
Pluskwiak o owalnym w zarysie ciele długości od 3,3 do 5,1 mm. Ubarwienie ma czarne do czarnobrązowego, przy czym przykrywka często ma odcień jaśniejszy niż przedplecze i tarczka, a człony czułków pierwszy i drugi często są jaśniejsze od członów dalszych. Półpokrywy mają brzegi boczne przykrywek szeroko, jasno (białawo, żółtawo lub brązowawo) obrzeżone niemal po zakrywkę. Odnóża są barwy kasztanowej do czarnej, ale z jaśniejszymi stopami. Głowa jest nachylona ku dołowi, zaopatrzona w silnie wystające poza obrys oczy złożone. Policzki są znacznie dłuższe od nadustka, ale nie stykają się na przedzie, wskutek czego przednia krawędź głowy ma charakterystyczne wcięcie, odróżniające ten gatunek od ziemika sucholubnego. Tarczka jest szeroka, językowata, szeroko zaokrąglona na wierzchołku.

## Ekologia i występowanie

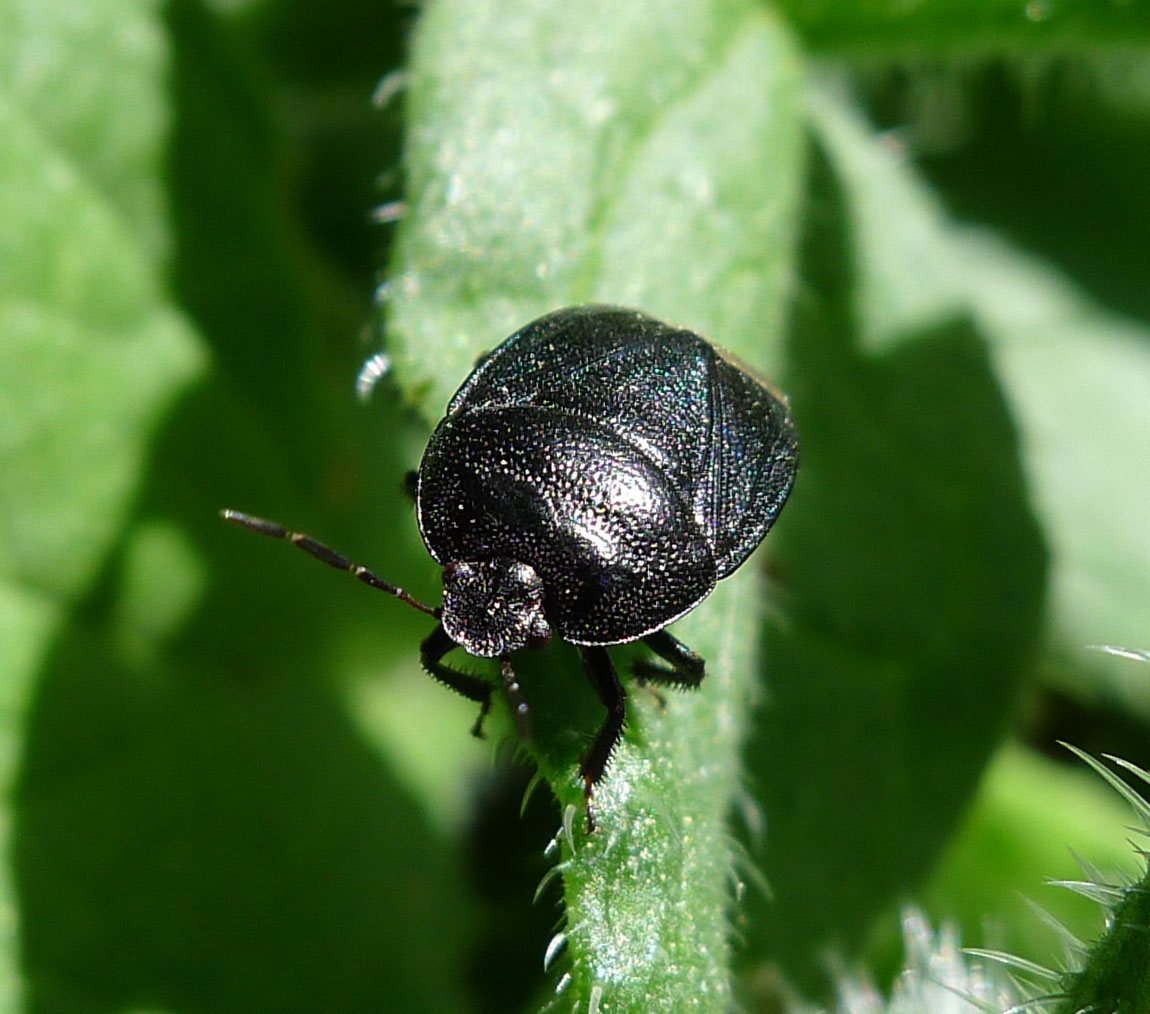
Imago w środowisku naturalnym

Owad ten zasiedla stanowiska suche, ciepłe i dobrze nasłonecznione, w tym o charakterze ruderalnym. Zarówno larwy jak i postacie dorosłe są fitofagami ssącymi soki z roślin zielnych. Ich podstawową rośliną żywicielską są przytulie, zwłaszcza przytulia właściwa i przytulia czepna, ale zdarza im się też żerować na bylicy polnej, czyśćcu leśnym, macierzance piaskowej i przetaczniku ożankowym. Poza roślinami pluskwiaki te często obserwuje się na jasnych elewacjach budynków i murach. Osobniki aktywne spotyka się do marca do października. Larwy nowego pokolenia obserwuje się od czerwca. Stadium zimującym są postacie dorosłe.
Gatunek palearktyczny. W Europie znany jest z Portugalii, Hiszpanii, Wielkiej Brytanii, Francji, Belgii, Holandii, Luksemburga, Niemiec, Szwajcarii, Liechtensteinu, Austrii, Włoch, Danii, Szwecji, Litwy, Polski, Czech, Słowacji, Węgier, Ukrainy, Rumunii, Bułgarii, Słowenii, Chorwacji, Bośni i Hercegowiny, Czarnogóry, Serbii, Albanii, Grecji oraz europejskich części Rosji i Turcji. W Afryce Północnej podawany jest z Maroka, Algierii i Tunezji. W Azji znany jest z azjatyckiej części Turcji, Armenii, Azerbejdżanu, Syrii, Izraela, Kazachstanu, Uzbekistanu i Iranu.